# Noe (priimek)
Noe je priimek v Sloveniji in tujini. Po podatkih Statističnega urada Republike Slovenije je na dan 1. januarja 2010 v Slovenjiji uporabljalo ta priimek 7 oseb.  

## Znani slovenski nosilci priimka
- Dragica Noe (*1946), inženirka strojništva

## Znani tuji nosilci priimka
- Virgilio Noè (1922—2011), italijanski rimskokatoliški duhovnik, škof in kardinal